# Mireille Derebona
Mireille Derebona, född 19 maj 1990, är en friidrottare från Centralafrikanska republiken. Han deltog vid olympiska sommarspelen 2008.